# Mala Cerkniščica
Mala Cerkniščica je desni pritok potoka Cerkniščica, ki se izliva v Cerkniško jezero. V zgornjem toku se imenuje Mrzlek.